# Tellervo evages
Tellervo evages är en fjärilsart som beskrevs av Frederick DuCane Godman och Osbert Salvin 1888. Tellervo evages ingår i släktet Tellervo och familjen praktfjärilar. Inga underarter finns listade i Catalogue of Life.